# Gabrje, Sevnica
Gabrje so naselje v Občini Sevnica.